# Washington Lee Abe
Washington Lee Abe (Curitiba, 15 de março de 1965), conhecido como Coronel Lee, é um policial militar e político brasileiro, filiado ao Agir. Atualmente, é Ex-deputado estadual do Paraná.